# أمينتا توماس
أمينتا توماس (بالإنجليزية: Aminta Thomas)‏ مواليد 31 أكتوبر 1990، هي لاعبة كرة يد أسترالية تلعب كجناح أيسر. مثلت منتخب أستراليا لكرة اليد للسيدات.

## سجل المنافسة
شاركت في البطولات التالية:
- بطولة العالم لكرة اليد للسيدات 2013